# Tonkünstler-Societät
Tonkünstler-Societät (v němčině přibližně „Společnost hudebních umělců“) byla dobročinná hudební společnost ve Vídni, činná od poloviny 18. do poloviny 20. století.
Účelem společnosti bylo „podporovat vysloužilé hudebníky a jejich rodiny“. Počínaje rokem 1772  společnost uspořádala sérii benefičních koncertů, často s velkým počtem účinkujících, na kterých v průběhu let zazněla díla předních skladatelů období klasicismu, včetně Josepha Haydna, Wolfganga Amadea Mozarta či Ludwiga van Beethovena.

## Historie

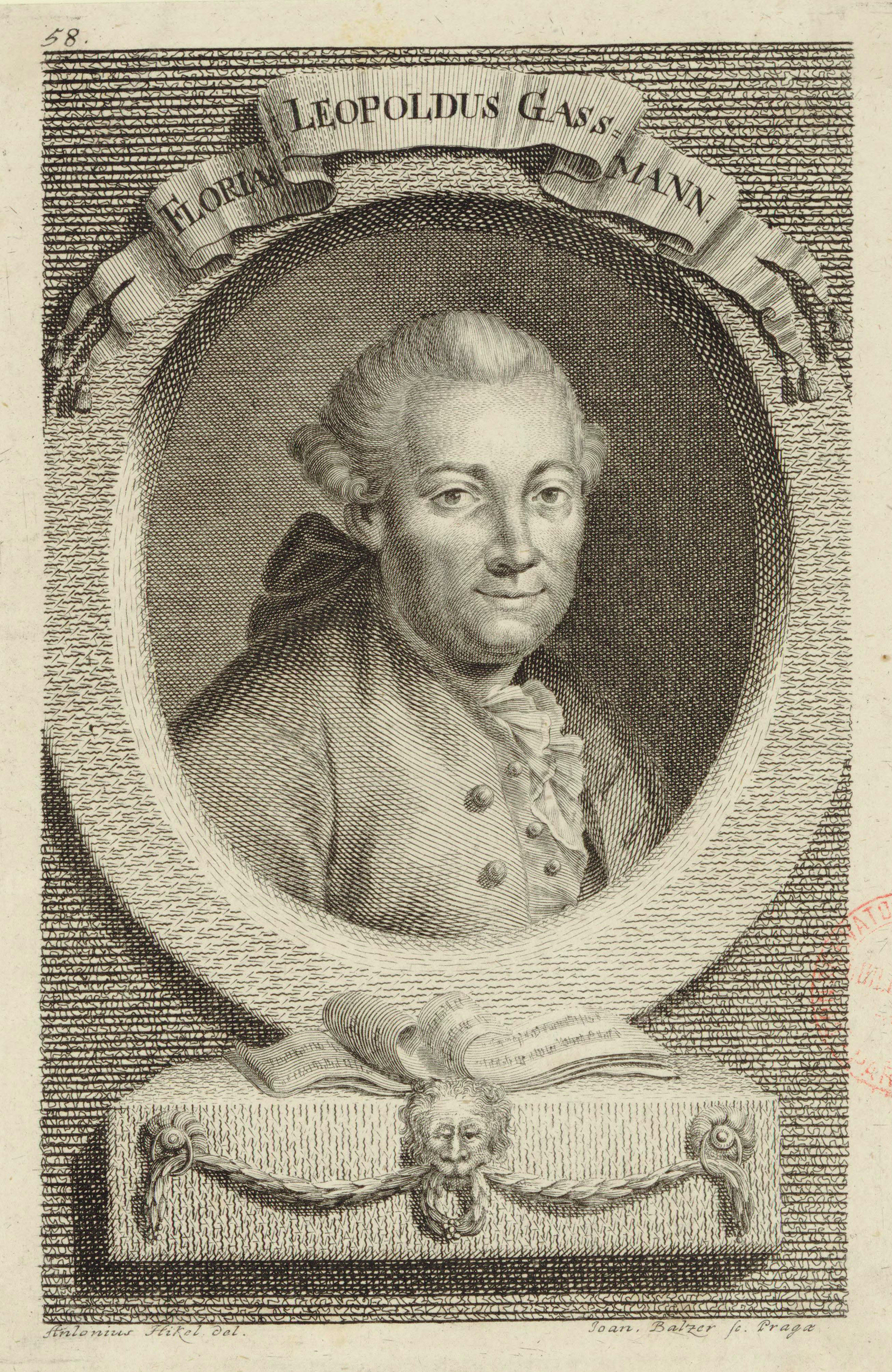
Florian Leopold Gassmann, rytina Jana Jiřího Balzera z roku 1775

Společnost založil v roce 1771 Florian Leopold Gassmann, rodák ze severočeského Mostu, jako "Gesellschaft der Wiener Tonkünstler zum Unterhalte ihrer Witwen und Waisen" (Spolek vídeňských hudebníků na podporu jejich vdov a sirotků.) Až do roku 1811 (rok založení Gesellschaft der Musikfreunde) byla jedinou soukromou organizací pořádající koncerty ve Vídni.
Společnost byla štědře podporována také aristokracií, která byla v té době spolu s církví hlavním zaměstnavatelem hudebníků. Císařovna Marie Terezie svým výnosem z 23. února 1771 povolujícím založení společnosti také přispěla do fondu společnosti částkou 500 dukátů (asi 2000 zlatých).
Kronikář Karel z Zinzendorfu později zaznamenal, že účast na charitativních koncertech Společnosti byla považována za povinnost šlechty.
Společnost byla vzorem pro podobné organizace nejen v Rakouském císařství, ale také v Berlíně (1801) a Petrohradu (1802).
V roce 1862 se organizace přejmenovala na Haydnovu: („Haydn“, Witwen- und Waisen-Versorgungs-Verein der Tonkünstler in Wien („Haydn“, Hudební společnost pro péči o vdovy a sirotky ve Vídni).
Společnost existovala až do roku 1939, kdy ji 9. března nacionálně socialistická německé okupační úřady zrušily po anexi Rakouska v předchozím roce.

### Orchestr
Společnost byla neobvyklá už co do velikostí orchestru a sboru. Na koncertech 1. a 3. dubna 1781, kde zde poprvé vystoupil W. A. Mozart bylo celkem 92 hudebníků a 54 sborových zpěváků, tj. celkem 146 účinkujících. V dopise, který Mozart napsal domů svému otci Leopoldovi, vyjádřil údiv nad velikostí orchestru a potěšení z toho, jak dobře jeho symfonie na koncertě zazněla.
Účast na koncertech Společnosti byla pro všechny její členy povinná (jinak museli zaplatit malý poplatek jako kompenzaci). Ne vždy však bylo použito plné obsazení pro všechna čísla v programu. Zvláště pro koncerty se využívala jen část hudebníků pro jemnější zvuk orchestru.